# Ліси Талиш

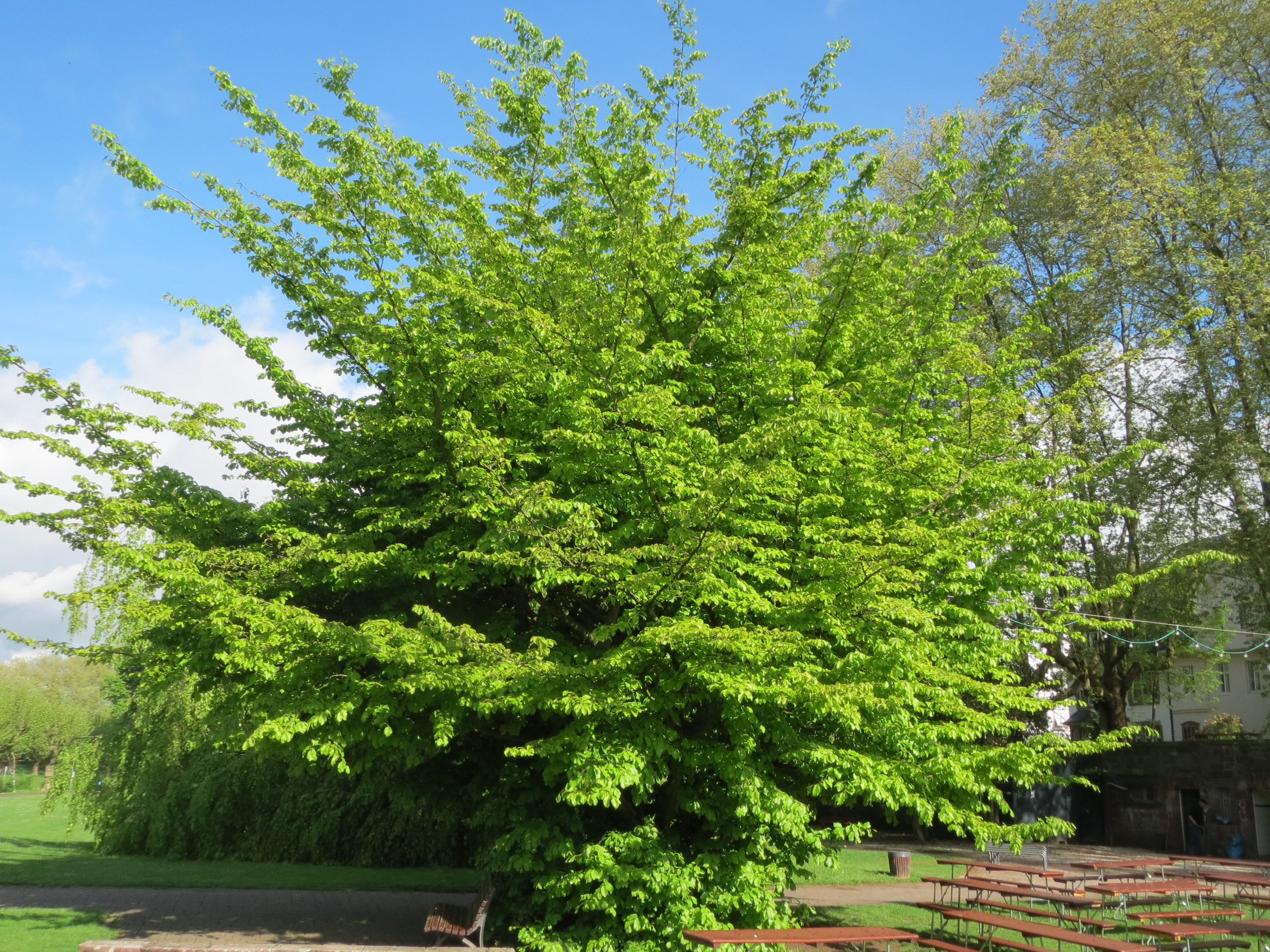
Паротія перська

Талиш — субтропічний район, що знаходиться в Азербайджані, на західному березі Каспійського моря, на кордоні з Іраном.
Його площа порівняно невелика.
Природні ліси даної території — листяні. Дерева, які утворюють ці ліси — цікаві релікти третинного періоду.

## Основні рослини

### Паротія перська
Особливо росповсюджена Паротія перська(Parrotia persica), або залізне дерево.
Це дерево має важку та надзвичайно тверду деревину
(її можливо розпиляти тільки ножівкою по металу).
Також залізне дерево примітне тим, що його гілки та стовбури здатні зростатися, створюючи хімерні сплетіння.

### Альбіція іранська

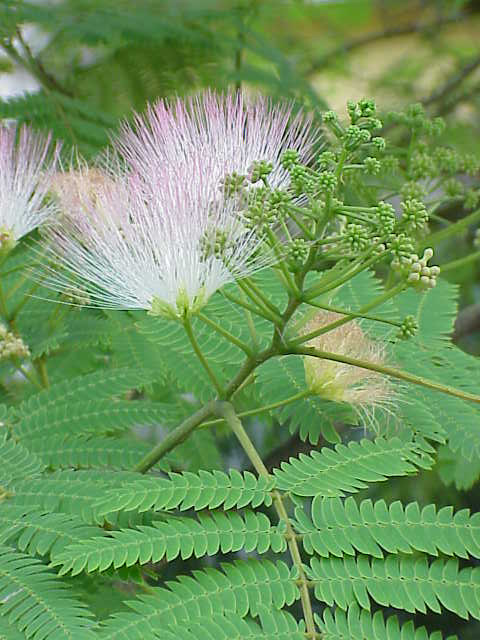
Альбіція іранська

У лісах Талишу іноді зустрічається Альбіція іранська (Albizia julibrissin), або ленкоранська шовкова акація.
Це дерево привертає увагу своїм вродливим ажурним листям і пишним цвітінням.
Наприкінці літа у кроні дерев з'являється безліч пухнастих рожевих квітів, зібраних в пухкі суцвіття.
Альбіція іранська споріднена з тропічною мімозою з «чутливим» листям.
Дякуючи своїй гарній декоративності, це дерево часто культивується в кримських та кавказьких субтропіках.

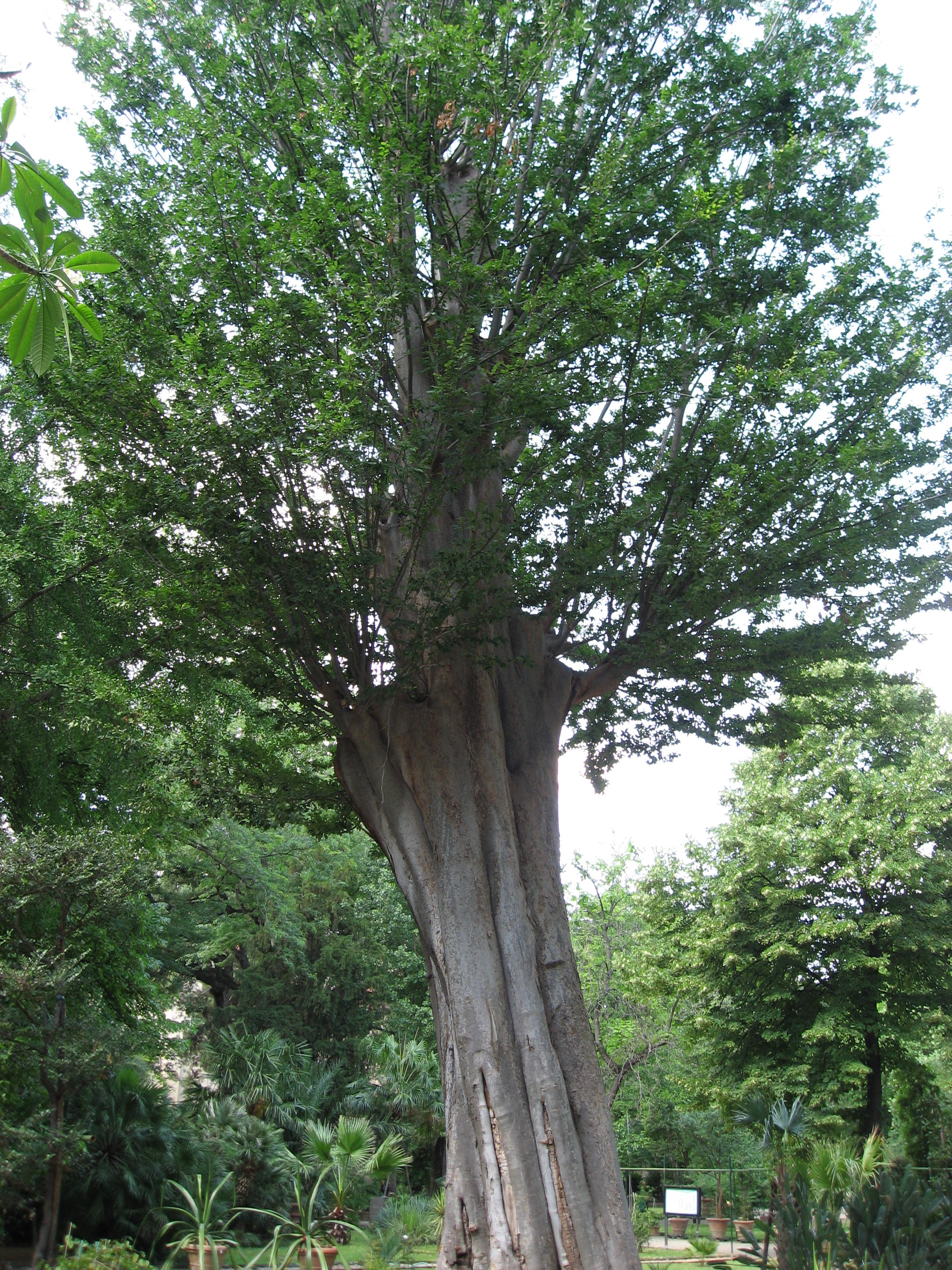
Дзелква граболистна

### Дзелква граболистна
Ще одне із цікавих дерев у лісах Талишу — Дзелква граболистна (Zelkowa carpinifolia).
Стовбур цього дерева вигляда незвичайно, він немов покритий помаранчевими плямами іржі.
А листя звичайнісінькі — невеликі, з великими зубцями по краях.
Товсті сучки и стовбури дзелкви можуть зростатися між собою, що являє собою рідкісне явище.

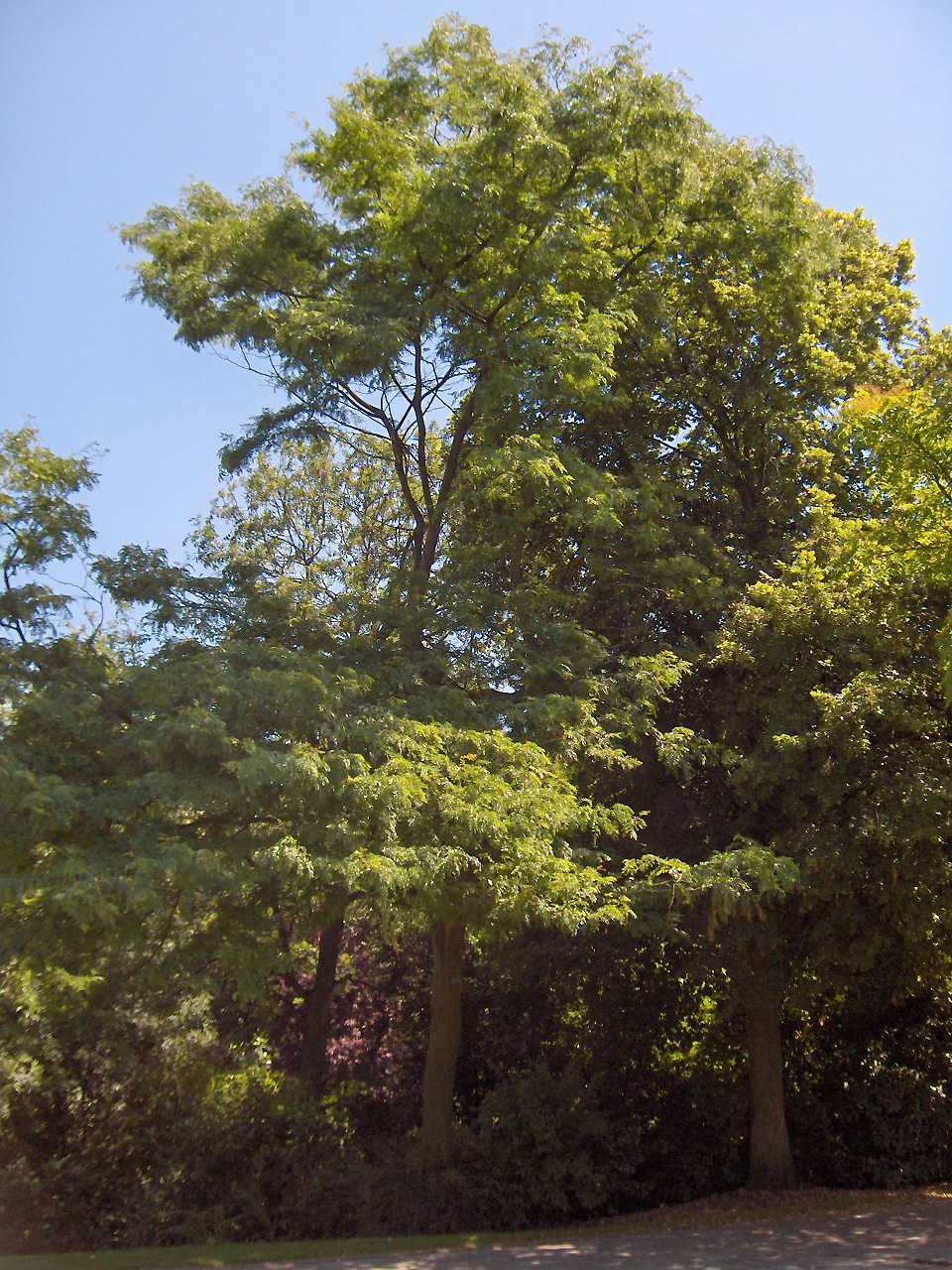
Гледичія перська

### Гледичія каспійська
Ще одне дерево, яке заслуговує на увагу, це Гледичія каспійська(Gleditschia caspia).
Примітна особливість цього дерева — великі гострі колючки, якими покритий весь стовбур і гілки.
Колючки ці дуже незвичайні — гіллясті. Привертають увагу і плоди гледичії — довгі пласкі боби, які звисають з гілок і химерно вигинаються. Такі плоди виглядають дуже своєрідно.

### Бук східний
Одне з найросповсюдженіших тут дерев — Бук східний(Fagus orientalis).
Бук — постачальник високоякісної деревини, яка знаходить широке застосування. Використовується як будівельний матеріал, з неї роблять меблі, бочки для зберігання вершкової олії, паркет, деякі частини музичних інструментів.
Деревина Бука — гарне пальне, вона виділяє багато тепла.

## Рослинництво
Слід відзначити, що в даному субтропічному регіоні дуже добре росте чайний кущ.
Плантації складаються з безліч невисоких кущів, що майже впритул примикають один до одного. Зовнішній вигляд плантацій
майже не змінюється впродовж року, так як чайний кущ — рослина вічнозелена.
Навесні, в травні, починається сбір врожаю. Збирають тільки молоді, ніжні пагони, які називаються «флаш».
У Талишу є значні площі чайних плантацій.